# Hydropsyche iokaste
Hydropsyche iokaste är en nattsländeart som beskrevs av Malicky 1999. Hydropsyche iokaste ingår i släktet Hydropsyche och familjen ryssjenattsländor. Inga underarter finns listade i Catalogue of Life.